# Sobór Narodzenia Pańskiego w Nowokuźniecku
Sobór Narodzenia Pańskiego – prawosławny sobór w Nowokuźniecku, w eparchii nowokuźnieckiej Rosyjskiego Kościoła Prawosławnego.
Budowa świątyni rozpoczęła się latem 2000 z inicjatywy gubernatora kemerowskiego Tulejewa, z błogosławieństwa arcybiskupa kemerowskiego i nowokuźnieckiego Sofroniusza. Cerkiew miała w szczególny sposób upamiętniać górników-ofiary wybuchu metanu w kopalni „Zyrianowskaja”, w którym 2 grudnia 1997 zginęło 67 osób. Z powodu trudności finansowych budowa musiała zostać zawieszona po jedenastu miesiącach i została wznowiona dopiero w 2008 na mocy porozumienia gubernatora Tulejewa oraz nowego biskupa kemerowskiego Arystarcha. Nabożeństwa w świątyni rozpoczęto 23 sierpnia 2012.
19 sierpnia 2010 poświęcone zostały kopuły budowanego soboru. W roku następnym rozpoczęto prace nad wykonaniem fresków we wnętrzu soboru oraz wykonano mozaiczne wizerunki Trójcy Świętej, św. Sergiusza z Radoneża oraz św. Barbary. W nabożeństwie w świątyni jednorazowo może brać udział 2500 osób. Jest to budowla dziewięciokopułowa. W jej wnętrzu znajduje się kanun – szczególny rodzaj panichidnika, na którym wypisano imiona wszystkich tragicznie zmarłych górników w Kuzbasie począwszy od 1920.
25 sierpnia 2013 patriarcha moskiewski i całej Rusi Cyryl, w asyście metropolitów sarańskiego i mordowskiego Warsonofiusza oraz kemerowskiego i prokopjewskiego Arystarcha, jak również biskupów sołniecznogorskiego Sergiusza oraz mariińskiego i jurgińskiego Innocentego, dokonał wielkiego poświęcenia soboru.